# Serviceware
Serviceware ist ein deutscher Softwarehersteller mit Sitz im mittelhessischen Idstein. Das Unternehmen entwickelt Software-Produkte für das sogenannte Enterprise Service Management. Hierunter versteht man die Steuerung und Optimierung von internen Dienstleistungen in Unternehmen.
Serviceware wurde 1998 von Dirk Martin und Harald Popp in Bad Camberg gegründet. Seit April 2018 wird die Aktie des Unternehmens im Prime Standard der Frankfurter Börse gelistet. Bis zum Zeitpunkt des Börsengangs firmierte die Gesellschaft als PMCS.helpLine Software Group und benannte sich in Serviceware SE um. Der Börsenwert beträgt (Stand: September 2020) 152,78 Mio. Euro.
Produkte von Serviceware sind unter anderem Serviceware Financial (anafee) Serviceware Resources (Careware), Serviceware Knowledge (SABIO), Serviceware Performance (cubus outperform) und Serviceware Processes (ehemals helpLine). Während der COVID-19-Pandemie stiegen einige Krankenhäuser auf das in Serviceware Resources enthaltene Planungstool für eben diese um. Dieses erleichtert die Kontaktvermeidung und sorgt für einen allgemein besseren Ablauf.